# Européens en Chine médiévale

Tombeau de Katarina Vilioni, membre d'une famille de commerçants italiens, Yangzhou (1342).

L'étude des sources textuelles et archéologiques laisse supposer que des milliers d'Européens ont vécu dans la Chine impériale pendant la période de domination mongole. Il s'agit de personnes originaires de l'Occident chrétien qui, pendant le Haut et le Bas Moyen Âge se sont rendues en Chine pour visiter le pays, y commercer, effectuer un travail de missionnaire chrétien ou y vivre. Cela se produit principalement au cours de la seconde moitié du XIIIe siècle et de la première moitié du XIVe siècle, un laps de temps qui correspond au moment où l'Empire mongol règne sur une grande partie de l'Eurasie et relie l'Europe à la Chine de la dynastie Yuan (1271-1368). Alors que l'Empire byzantin, centré sur la Grèce et l'Anatolie, entretient de rares correspondances avec les dynasties chinoises des Tang et des Song, la papauté romaine envoie plusieurs missionnaires et ambassades en Mongolie durant les premières années de l'Empire mongol, ainsi qu'à Khanbaliq (l'actuelle ville de Pékin), la capitale de la dynastie Yuan dirigée par les Mongols. Ces contacts avec l'Occident sont précédés de rares interactions entre les Chinois de la période Han d'une part, les Grecs hellénistiques et les Romains d'autre part.
Principalement installés dans des lieux tels que la capitale mongole de Karakorum, les missionnaires et les marchands européens voyagent dans les terres mongoles pendant une période que les historiens appellent la Pax Mongolica. La conséquence politique la plus importante de ce mouvement de populations et de l'intensification du commerce fut peut-être l'alliance franco-mongole, bien que cette dernière ne se soit jamais pleinement concrétisée, du moins pas de manière cohérente. La chute de la dynastie Yuan et la fondation de la dynastie Ming en 1368, qui marque le retour au pouvoir des Chinois Han et l'expulsion des Mongols, entraînent la fin de la présence de marchands européens et de missionnaires catholiques romains en Chine. Le contact direct entre Chinois et Européens n'est rétabli que lorsque des explorateurs portugais et des missionnaires jésuites arrivent sur les côtes méridionales de la Chine des Ming dans les années 1510, à l'époque des grandes découvertes.
Le marchand italien Marco Polo, après un premier voyage de son père Niccolò et de son oncle Matteo, se rend en Chine au début de la dynastie Yuan. Une fois revenu en Occident, Marco Polo écrit un célèbre récit de ses voyages, tout comme le frère franciscain Odoric de Pordenone et le marchand Francesco Balducci Pegolotti. L'écrivain John Mandeville écrit également un livre relatant ses voyages en Chine, mais il est possible qu'il ait basé ses écrits sur des récits préexistants. À Khanbaliq, un archevêché romain est établi par Jean de Montecorvino, auquel succède plus tard Jean de Marignol. D'autres Européens, comme André de Longjumeau, réussissent à atteindre les frontières orientales de la Chine lors de leurs voyages diplomatiques à la cour royale mongole, tandis que d'autres, comme Jean de Plan Carpin, Benoît de Pologne et Guillaume de Rubrouck, se sont plutôt rendus en Mongolie. À l'inverse, le ouïghour et chrétien nestorien Rabban Bar Sauma est le premier diplomate chinois à atteindre les cours royales d’Europe occidentale

## Situation avant la période médiévale

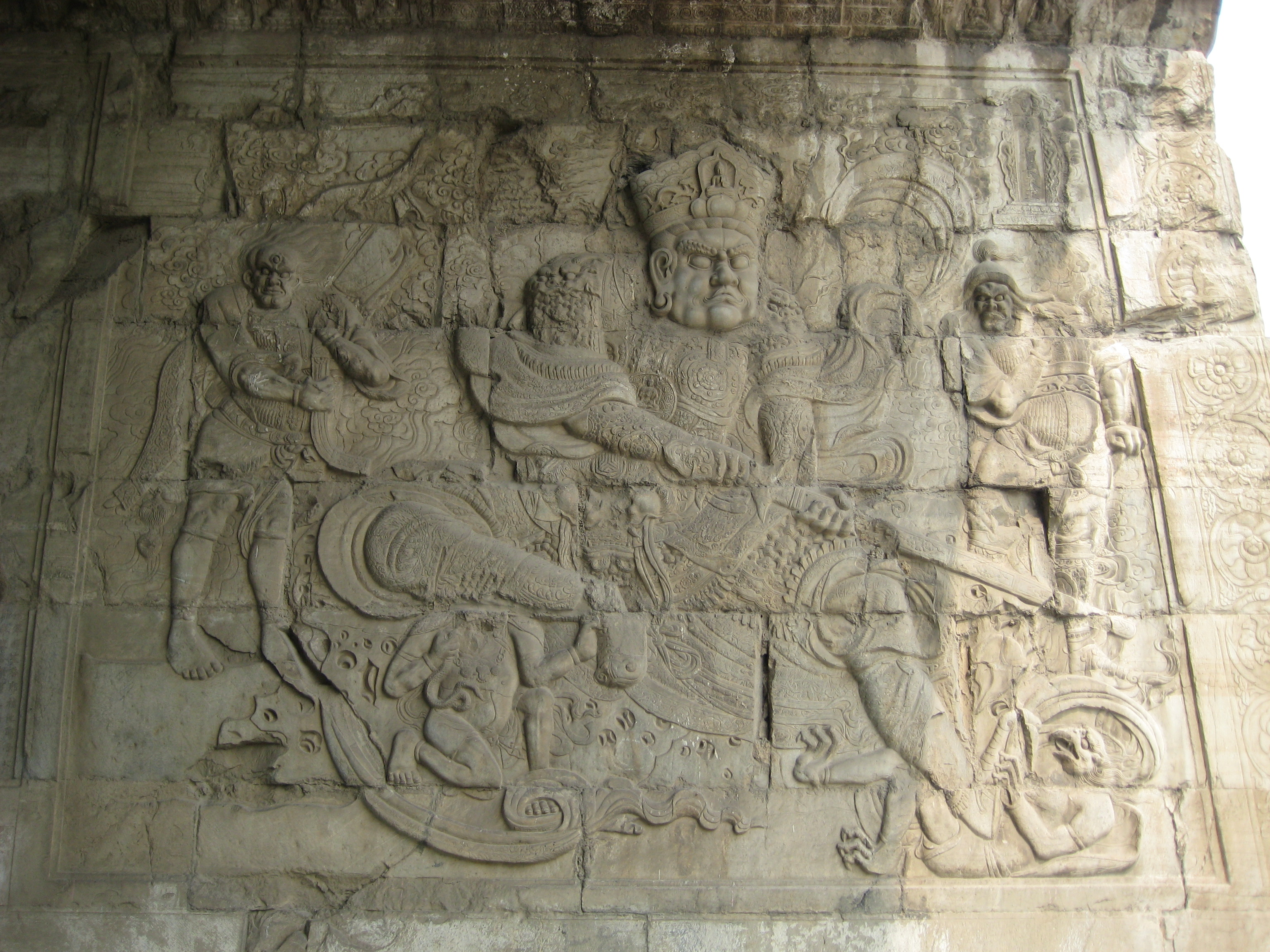
Bas-relief en pierre sculpté représentant le Roi Deva du Sud situé à l'intérieur de la Plate-forme Nuage du col de Juyongguan, construite entre 1342 et 1345 dans ce qui est alors la capitale de la dynastie mongole des Yuan, Khanbaliq (Pékin moderne). Les inscriptions gravées sur les murs intérieurs de la plateforme sont écrites en six types d'écritures différents, à savoir l'écriture ranjana, utilisée pour écrire le sanskrit, l'alphasyllabaire tibétain, utilisé pour écrire le tibétain, l'écriture phagpa, créée sur ordre de Kubilai Khan et utilisée pour écrire le chinois, le mongol et l'ouïghour, l'ancienne écriture ouïghoure, utilisée pour écrire le « vieil-ouïghour », les caractères chinois, utilisés pour écrire le chinois et l'écriture tangoute, utilisée pour écrire la langue tangoute,.

### Monde hellénistique
Avant le XIIIe siècle après J.-C., les exemples d'Européens se rendant en Chine ou de Chinois se rendant en Europe sont très rares. Euthydème Ier, le souverain hellénistique du royaume gréco-bactrien au IIIe siècle av. J.-C., organise une expédition dans le bassin du Tarim, qui fait actuellement partie de la région autonome du Xinjiang, en Chine, à la recherche de métaux précieux,. La présence de l'influence grecque jusqu'à l'est du bassin du Tarim à cette époque semble également confirmée par la découverte de la tapisserie de Sampul, une tenture murale en laine représentant un soldat aux yeux bleus, probablement un Grec, et un centaure cabré, un motif courant dans l'art hellénistique et tiré de la mythologie grecque,,. Toutefois, on sait que d'autres peuples indo-européens, tels que les Yuezhi, les Sakas,, et les Tochariens,, vivent dans le bassin du Tarim, ce avant et après qu'il a passé sous l'influence de la Chine des Han, pendant le règne de l'empereur Han Wudi (r. 141-87 av. J.-C.),,,. La Chine prend pied dans cette région à la suite du voyage de Zhang Qian (???- 113 av. J.-C.), un diplomate envoyé vers l'ouest par l'empereur Wudi afin de forger une alliance avec les Yuezhi contre les Xiongnu. Sa mission n’aboutit pas, mais Zhang rapporte des informations recueillies auprès de témoins oculaires sur les héritages de la civilisation grecque hellénistique lors de ses voyages à « Dayuan » dans la vallée de Ferghana, dont la capitale est Alexandrie Eschate, et à « Daxia », un royaume de Bactriane situé dans la région qui correspond actuellement à l'Afghanistan et au Tadjikistan. Quelques années plus tard, les Han vassalisent Dayuan après leur victoire lors de la Guerre des chevaux célestes,. Certains archéologues, dont le docteur Xiuzhen, du Musée du Mausolée de Qin Shi Huang et le professeur Lukas Nickel de l'université de Vienne, ont également émis l’hypothèse que les soldats en terre cuite à taille réelle de l'Armée de terre cuite qui garde le tombeau de Qin Shi Huang, le premier empereur de Chine (vers 210 av J.C, Xi'an, Shaanxi), sont inspirés des sculptures hellénistiques, une hypothèse qui suscite une vive controverse.
Le cimetière de Sampul (Shanpula; 山普拉), l'endroit où a été retrouvée la tapisserie de Sampul mentionnée précédemment, se situe à environ 14 km de la capitale de l'ancien royaume de Khotan, ce qui correspond à l'actuel pmxian de Lop, préfecture de Hotan, Xinjiang. Les habitants de la région ont enterré leurs morts dans ce cimetière entre 217 av. J.C. et 283 ap. J.C.. L'analyse de l'ADN mitochondrial des dépouilles inhumées à cet endroit a révélé des points communs avec le génome des peuples du Caucase, en particulier une lignée maternelle liée aux Ossètes et aux Iraniens, ainsi qu'une lignée paternelle liées aux peuples de la Méditerranée orientale,. Ces tests concordent avec les écrits des historiens grecs antiques, qui rapportent qu’après avoir épousé une Sogdienne de Bactriane nommée Roxane,,, Alexandre le Grand a incité ses soldats et ses généraux à épouser des femmes originaires de la région. Par conséquent, les rois de l'Empire séleucide et du royaume gréco-bactrien ont des origines ethniques mixtes perse et grecque,,,.

### Empire Romain
Dès le règne d'Auguste (r. 27 av. J.-C. - 14 ap. J.-C.), les Romains, y compris des auteurs comme Pline l'Ancien, mentionnent l'existence de contacts avec les Seres, un peuple qu'ils identifient comme étant les producteurs de la soie provenant de la lointaine Asie orientale. Les descriptions sont tellement vagues, que ces Seres peuvent être les Chinois comme l'un des nombreux intermédiaires aux origines ethniques diverses officiant le long de la route de la soie en Asie centrale et dans le nord-ouest de la Chine. Au début de la période des Han Orientaux, le général chinois Ban Chao vainc les Xiongnu et restaure le Protectorat des Régions de l'Ouest, l'administration militaire assurant la mainmise des Han sur les terres à l'ouest de l'empire. Ses expéditions militaires lui permettent d'explorer l'Asie centrale et, en 97 après J.-C., il envoie son émissaire Gan Ying à Da Qin, c'est-à-dire dans l'Empire romain,. À priori, Gan n'a jamais atteint le territoire romain, les autorités parthes l'ayant dissuadé de s'aventurer plus loin que la « côte ouest », une expression qui désigne peut-être la Méditerranée orientale. Cela ne l’empêche pas de collecter des témoignages et de rédiger un rapport détaillé sur l'Empire romain, ses villes, son réseau postal et son système de gouvernement consulaire, qu'il a présenté à la cour Han,.
Par la suite, une série d'ambassades romaines se rendent en Chine entre le IIe et le IIIe siècle de notre ère, comme en témoignent les sources chinoises. Selon le Livre des Han postérieurs, en 166 après J.-C. des Romains arrivent en Chine via les routes maritimes du sud et offrent des cadeaux à la cour de l'empereur Han Huandi (r. 146-168 après J.-C.). Cette ambassade est supposée avoir été envoyée par « Andun » (chinois : 安敦, c.a.d l'Empereur Antonin le pieux), le « Roi de Da Qin » (Rome),. À ce stade, on se retrouve face à un problème d'ordre chronologique. En effet, Antonin le pieux meurt en 161 en laissant l’empire à son fils adoptif Marcus Aurelius, ou plus exactement Caesar Marcus Aurelius Antoninus Augustus. Comme cette ambassade arrive en Chine en 166, il est difficile de savoir qui a vraiment envoyé cette mission, étant donné que les deux empereurs s’appellent «Antonin»,. Parmi les cadeaux de cet ambassadeur, on trouve des cornes de rhinocéros, de l'ivoire et des écailles de tortues. Ces cadeaux ont probablement été achetés en cours de route, en Asie du Sud. Les deux historiens Charles Hucker (en) et Rafe De Crespigny relativisent grandement le contenu du Livre des Han postérieurs et pensent qu'il s'agit en réalité de marchands romains assez audacieux pour tenter le voyage et non pas de vrais diplomates.
Par contre, il est sûr que les preuves archéologiques confirment les passages du Wei lüe et du Livre des Liang selon lesquels les marchands romains sont actifs en Asie du Sud-Est, à défaut de confirmer que ce sont bien des ambassades romaines qui arrivent en Chine via le Jiaozhi, la province sous contrôle chinois située dans la partie nord du Vietnam. Des médaillons romains en or datant des règnes d'Antonin le pieux et de son fils adoptif Marc Aurèle ont été découverts à Oc Eo, près de Ho Chi Minh Ville, un territoire qui appartenait au Fou-nan, un royaume frontalier avec le Jiaozhi. La découverte d'un bol en verre romain datant de l'époque républicaine dans une tombe des Han occidentaux datée du début du Ier siècle av. J.-C. et située à Guangzhou, sur les rives de la mer de Chine méridionale, suggère même une activité commerciale encore plus ancienne entre les deux continents. La découverte d'autres objets antiques originaires du bassin méditerranéen en Thaïlande, en Indonésie et en Malaisie va également dans le sens de contacts plus anciens. Le géographe gréco-romain Ptolémée écrit dans sa Géographie de l'époque antonine qu'au-delà de la Chersonèse d'or (péninsule malaise) se trouve une ville portuaire appelée Kattigara, découverte par un marin grec nommé Alexandre. Ferdinand von Richthofen a identifié ce site comme étant Hanoï, à l'époque sous contrôle chinois ; mais, au vu des preuves archéologiques qui se sont accumulées depuis, il s'agit plus probablement d'Oc Eo,. Des pièces romaines ont été trouvées lors de fouilles réalisées en Chine, mais beaucoup moins qu'en Inde.
Il est possible qu'un groupe d'acrobates grecs, qui prétend venir d'un endroit situé « à l'ouest des mers » (un terme désignant l'Égypte romaine, que le Livre des Han postérieurs reconnait comme étant une partie de l'empire Daqin), ait été envoyé par un roi de Birmanie auprès de l'empereur Han Andi en 120 après J.-C. La présence de Grecs aussi loin à l'est à cette période n'est pas si improbable qu'elle en a l'air, car les recherches des historiens modernes ont permis de prouver que, même après la fin de la période hellénistique, des Grecs ont continué à être employés en Asie au sein des empires parthe et kouchan, comme musiciens et athlètes,.

### Empire Byzantin

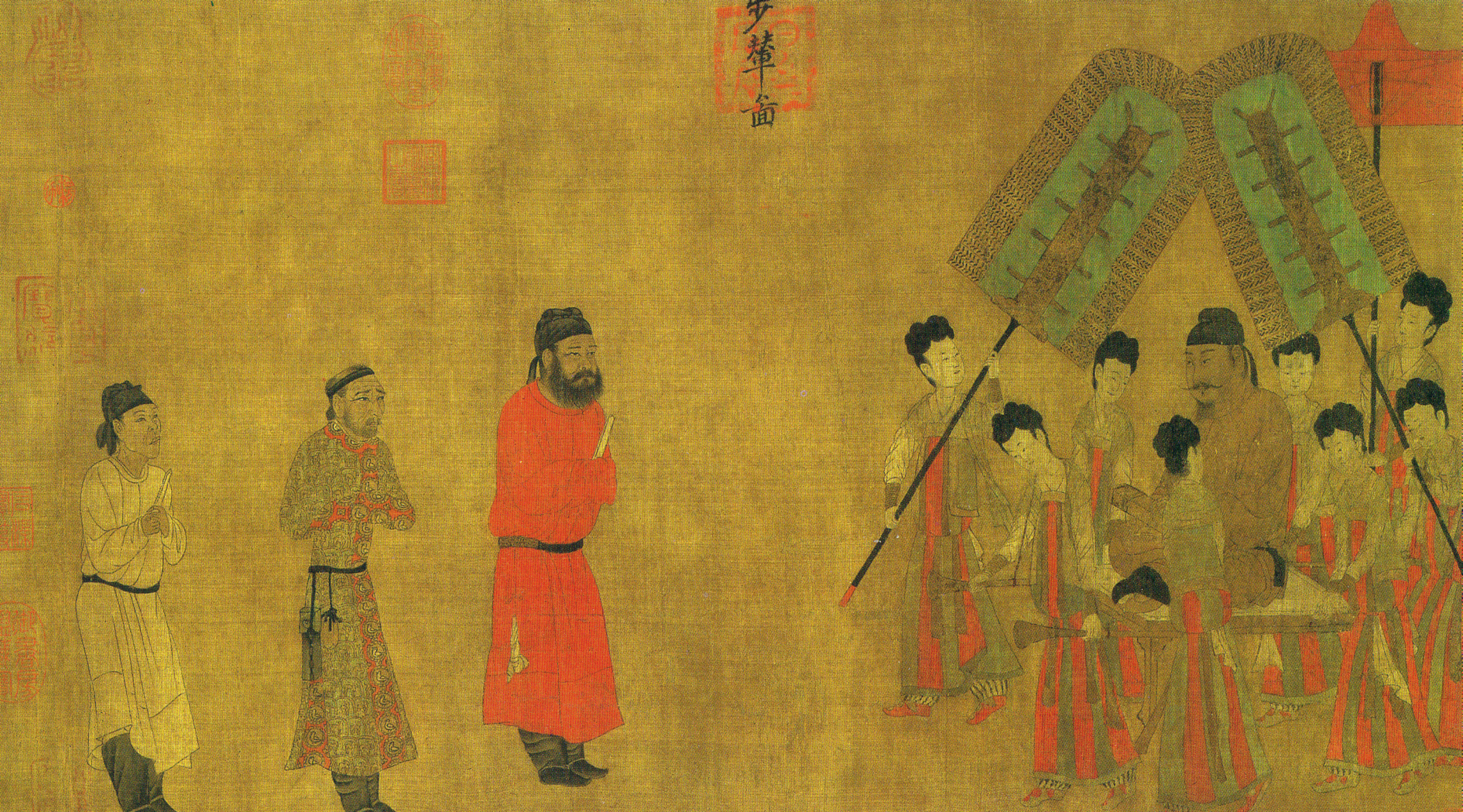
L'empereur Tang Taizong (r. 626-649) donnant audience à Gar Tongtsen Yülsung, ministre et ambassadeur de l'Empire du Tibet. Peinture de Yan Liben (600-673).

L'historien byzantin Procope de Césarée affirme que deux moines nestoriens finissent par découvrir comment la soie est fabriquée. Après cette révélation, deux moines sont envoyés par l'empereur Justinien Ier (r: 527 - 565) sur la route de la soie pour effectuer un aller-retour entre Constantinople et la Chine, afin de voler des œufs de vers à soie. La réussite de leur mission entraine le début de la production de soie en Méditerranée, en particulier en Thrace, dans le nord de la Grèce, et donne à l'Empire byzantin le monopole de la production de soie dans l'Europe médiévale, ce jusqu'à la perte de ses territoires en Italie du Sud. On retrouve dans les ouvrages de l'historien byzantin Théophylacte Simocatta, qui écrit pendant le règne d'Héraclius (r. 610-641), des informations sur la géographie de la Chine, sa capitale Khubdan (vieux turc: Khumdan), c'est-à-dire Chang'an, sa situation politique de l'époque et son histoire. On y trouve également des informations sur l'empereur chinois du moment, Taisson, dont le nom signifie « Fils du ciel » ; un terme qui peut aussi bien venir du titre officiel des empereurs de Chine, Tianzi (chinois : 天子), que du nom de l'empereur Tang Taizong. Théophylacte rapporte également la réunification de la Chine par la dynastie Sui (581-618), en indiquant avec justesse que cet événement a lieu pendant le règne de l'empereur byzantin Maurice et qu'avant les Sui, la Chine était divisée politiquement entre deux nations en guerre séparées par le fleuve Yangzi Jiang.
L'Ancien Livre des Tang et le Nouveau Livre des Tang mentionnent plusieurs ambassades envoyées par Fu lin (拂菻), c'est-à-dire Byzance, qu'ils assimilent à Da Qin, c'est-à-dire l'Empire romain. La première date de 643, une ambassade envoyée par le roi Boduoli (波多力), c'est-à-dire Constant II Héraclius, à l'empereur Tang Taizong et apportant des cadeaux incluant, entre autres, des objets en verre groseille. Ces histoires fournissent également des descriptions sommaires de Constantinople, de ses murailles et de la façon dont elle a été assiégée par Da shi (大食), c'est-à-dire les Arabes du califat omeyyade, et leur commandant « Mo-yi » (摩拽), c'est-à-dire Muawiyah Ier (alors gouverneur de Syrie et qui devint ensuite calife), qui les a forcés à payer un tribut. D'après les archives chinoises, on sait que le roi Mie li sha ling kai sa (滅力沙靈改撒), soit Michel VII Doukas, de Fu lin, a envoyé une mission diplomatique vers la Chine de la dynastie Song, qui arrive en 1081 a la Cour de l'empereur Song Shenzong,. Certains Chinois de l'époque Song montrent un certain intérêt pour les pays de l'ouest, comme Zhao Rugua, qui occupe le poste d'inspecteur des douanes de Quanzhou du début du XIIIe siècle, qui décrit l'ancien phare d'Alexandrie dans son Zhufan Zhi.

## Marchands

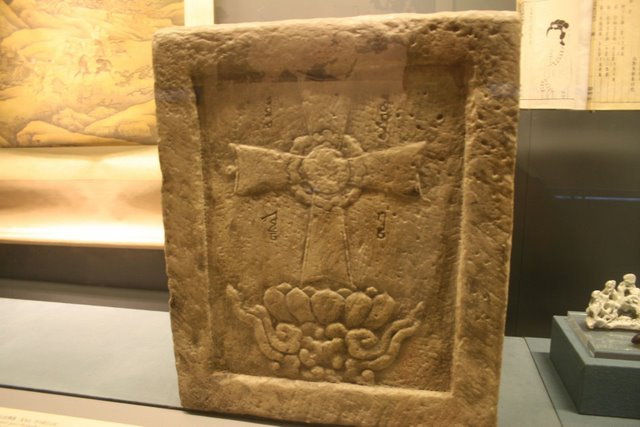
Bas-relief en pierre chinois représentant une Croix nestorienne, provenant d'un monastère du District de Fangshan à Pékin. (appelé alors Dadu, ou Cambaluc), dynastie Yuan.

Selon le Livre des Routes et des Royaumes, rédigé au IXe siècle par ibn Khordadbeh, la Chine est une destination pour les Radhanites qui font le commerce de divers biens. Au cours de la période Song qui suit cette période, il y a également une communauté de Juifs de Kaifeng en Chine. L'Espagnol Benjamin de Tudèle, originaire de Navarre, est un voyageur juif du XIIe siècle et l'auteur d'un récit de voyage inachevé, le Sefer massa'ot, qui donne des descriptions vivantes de l'Europe, de l'Asie et de l'Afrique, précédant d'une centaine d'années celles de Marco Polo.
Le Livre de Marco Polo un Vénitien du XIIIe siècle décrit la Chine de la dynastie Yuan et les possessions de l'empire mongol, la cour et le gouvernement du souverain mongol Kubilai Khan, ainsi que les voyages effectués précédemment par son père Niccolò Polo et son oncle Matteo Polo. Ce livre a été premièrement écrit en 1298 après que Marco Polo ait été capturé probablement lors de la bataille de Curzola, avec la collaboration de l'écrivain Rustichello de Pise, également prisonnier de Gênes,. Après être resté longtemps en Chine, Marco Polo obtient la permission de renter en Italie et, en 1291, avec son père et son oncle, il quitte la Chine en partant du port de Quanzhou. Dans le devisement, il explique que cette autorisation est accompagnée d'une obligation, à savoir accompagner en Perse la princesse mongole Kököchin, qui devait épouser Arghoun, le Khan de l'Ilkhanat; mais qu'au final elle épouse Mahmoud Ghazan Khan, le fils d'Arghoum, après la mort soudaine de ce dernier. Le récit de Marco Polo et le changement d'époux sont confirmés par l'historien perse du XIVe siècle Rashid al-Din dans son livre Jami al-tawarikh (Histoire universelle, جامع ‌التواریخ), bien qu'il ne signale jamais la présence de Polo parmi ceux qui ont conduit la princesse en Perse.
Marco Polo décrit avec précision les caractéristiques géographiques de la Chine, telles que le Grand Canal, mais également les aspects économiques et culturels. Il s’intéresse tout particulièrement à l’extraction du sel gemme, qui se fait via des puits creusés dans des collines, probablement dans le Yunnan, et a rapporté que dans les montagnes, « ces vauriens ... n'ont pas de papier-monnaie du Grand Khan, mais utilisent du sel à la place ... Ils ont du sel qu'ils font bouillir et mettent dans un moule... ». Il note également que les Chinois brûlent des effigies en papier ayant la forme de serviteurs et servantes, de chameaux, de chevaux, de vêtements et d'armures lors des rites funéraires accompagnant la crémation des morts. Dès la publication du devisement débute un débat récurrent sur la véracité du récit de Polo qui va se poursuivre au fil des siécles, notamment en raison d'omissions marquantes, Marco Polo ne disant rien, entre autres, sur la Grande muraille et le bandage des pieds des femmes, ou d'exagérations. En 1995, Frances Wood avec son livre Did Marco Polo go to China? et Paul Pelliot, tentent de prouver que le récit du voyage de Marco Polo est une affabulation ; mais leur démonstration, assez faible, est réfutée par Rachewiltz. En 2012, le sinologue Hans Ulrich Vogel, de l'université de Tübingen, établit qu'on ne peut trouver dans aucune autre source de l'époque des renseignements sur la Chine des Yuan aussi précis que ceux que donne Marco Polo. Mark Elvin, professeur à Oxford, commente les recherches de Vogel en expliquant que, dans la très grande majorité des cas, les descriptions d'objets matériels faites par Polo sont confirmées par les découvertes archéologiques. Enfin, pour Philippe Ménard, professeur à la Sorbonne, les chiffres précis sur le commerce du sel, des épices et de la soie que Polo cite dans le Devisement, prouvent que ce dernier a eu sous les yeux les comptes financiers de ces monopoles d'état, ce qui laisse à penser qu'il a bien occupé le poste d'inspecteur et contrôleur au sein de l'administration chinoise. Bref, ses descriptions détaillées et précises de la Chine des Yuan prouvent que Polo s'est réellement rendu en Chine.
Lors de sa visite à Zhenjiang dans le Jiangsu, Marco Polo note la présence d'églises chrétiennes dans cette ville. Son affirmation est confirmée par un texte chinois du XIVe siècle expliquant qu'un Sogdien nommé Mar-Sargis et originaire de Samarcande, a fondé six églises chrétiennes nestoriennes à Zhenjiang au cours de la seconde moitié du XIIIe siècle et une septième à Hangzhou. Le christianisme nestorien est présent en Chine au moins depuis la dynastie Tang (618-907 ap. J.-C.), ainsi que l'atteste la stèle nestorienne de Xi'an, qui fut érigée le 7 janvier 781. Le texte gravé sur cette stèle explique comment le prêtre nestorien Alopen, qui parle syriaque et vient probablement de Perse, et fut autorisé par l'empereur Tang Taizong à résider dans sa capitale de Chang'an, aujourd'hui Xi'an, à partir de 635. Toujours selon le texte de la stèle, il y fait construire une église en 638,. Marco Polo mentionne également une importante présence génoise à Tabriz, une ville qu'il atteint lors de son voyage de retour depuis la Chine, après avoir traversé le détroit d'Ormuz en 1293-1294.
D'autres voyageurs suivent rapidement les pas de Marco Polo. Vers 1340, Francesco Balducci Pegolotti, un marchand de Florence, compile un guide des routes commerciales, qui aborde le sujet du commerce en Chine et avec la Chine et dans lequel il mentionne la taille de Khanbaliq, ce qui correspond actuellement à Pékin, et la manière dont les marchands peuvent échanger de l'argent contre du papier-monnaie chinois, ce dernier pouvant être utilisé pour acheter des articles de luxe comme de la soie . En 1291, alors que les Polo sont en train de rentrer de Chine, le frère franciscain italien Jean de Montecorvino effectue le même voyage qu'eux, mais en sens inverse, partant de Tabriz pour rejoindre Ormuz, et de là, naviguer vers la Chine en compagnie du marchand italien Pietro de Lucalongo. Tandis que Montecorvino devient évêque à Khanbaliq (Pékin), son ami Lucalongo continue d'y servir comme marchand et fait don d'une importante somme d'argent pour maintenir l'église catholique locale.
Dans la lettre qu'il écrit en 1326 au gardien du couvent de Pérouse, André de Pérouse, alors évêque de Zaïton, le premier port de Chine par son importance, mentionne l'existence d'une petite colonie génoise dans cette ville. Le résident italien le plus célèbre de la ville est Andalò da Savignone (it), qui est envoyé en Occident en 1336 par Tövtömör, alors Khan de la Dynastie Yuan, pour obtenir « 100 chevaux et autres trésors ». À la suite de la visite de Savignone, un ambassadeur est envoyé en Chine avec un superbe cheval, qui sera ensuite le sujet de poèmes et de peintures chinoises.
D'autres Vénitiens ont vécu en Chine, dont un qui a apporté une lettre de Jean de Montecorvino en Occident en 1305. En 1339, un Vénitien nommé Giovanni Loredano est mentionné dans les archives vénitiennes comme étant revenu de Chine à Venise. Une pierre tombale a également été découverte à Yangzhou, au nom de Catherine de Villioni, fille de Dominici, qui y est morte en 1342.
Selon le chapitre 134 de l'Histoire des Yuan, un certain Ai-sie, un nom qui est la translittération en chinois de Joshua ou Joseph, originaire du pays de Fu lin, soit l'Empire byzantin, initialement au service du Khagan Güyük, connaissait bien les langues occidentales et possédait une expertise dans les domaines de la médecine et de l'astronomie qui convainquit Kubilaï Khan de lui offrir un poste de directeur des conseils médicaux et astronomiques. Kubilaï Khan finit par l'honorer du titre de prince de Fu lin (chinois : 拂菻王 ; Fú lǐn wáng). Sa biographie dans le Yuan Shi énumère ses enfants par leurs noms chinois, qui sont similaires aux noms chrétiens Elias (Ye-li-ah), Luke (Lu-ko), Antony (An-tun) et une fille nommée A-na-si-sz.

## Missionnaires et diplomates

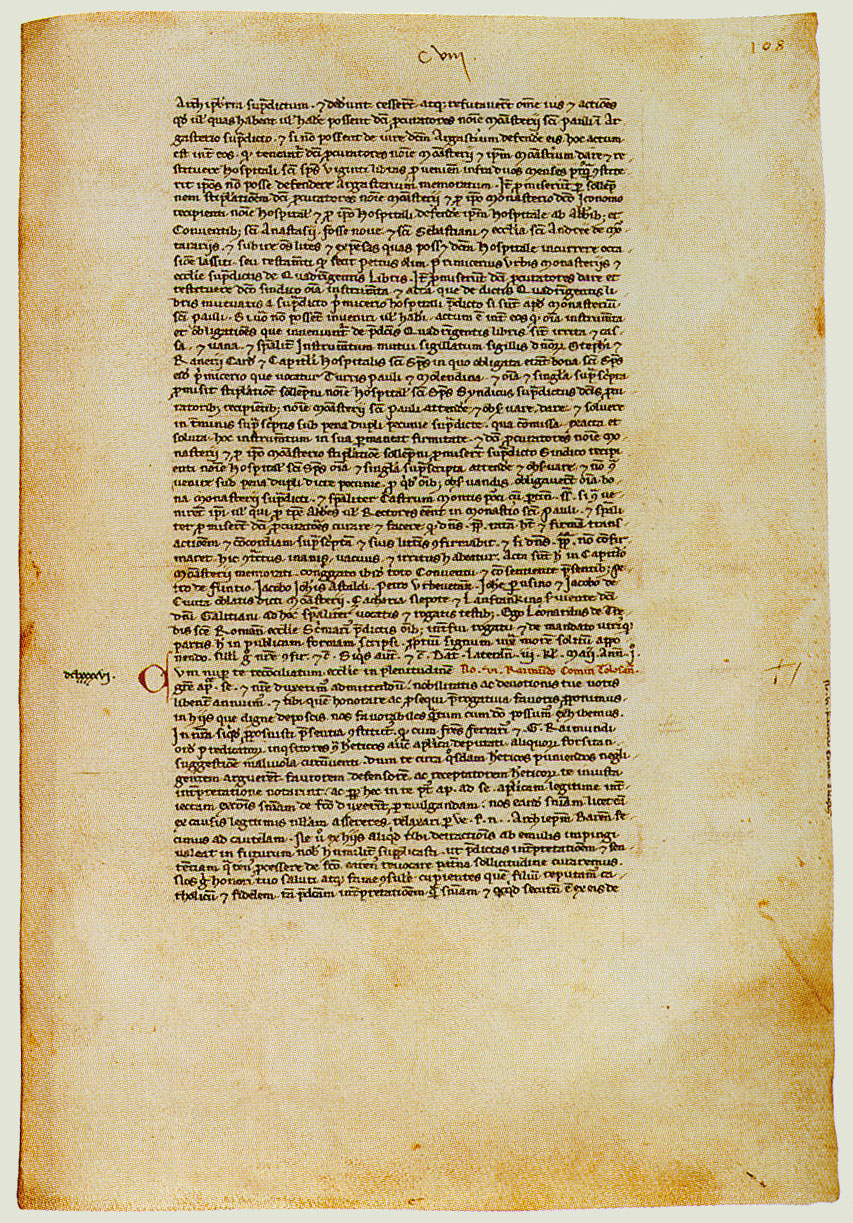
Première page de la lettre du pape Innocent IV au souverain et au peuple des Tartares, apportée à Güyük Khan par Jean de Plan Carpin, 1245.

En 1245, l'explorateur et archevêque italien Jean de Plan Carpin, accompagné du moine franciscain et voyageur polonais Benoît de Pologne, sont les premiers envoyés du pape à atteindre Karakorum après y avoir été envoyés par le pape Innocent IV,. Une fois revenu de sa mission en Mongolie, Pian del Carpini rédige l'« Historia Mongolorum quos nos Tartaros appellamus, L’Histoire des Mongols appelés par nous Tartares, description des coutumes, de la géographie, de l’histoire et des figures marquantes du peuple mongol », un ouvrage, basé sur le rapport qu'il a rendu au pape, qui relate ses voyages et présente une histoire sommaire des Mongols,. Par la suite, les missionnaires catholiques s'implantent rapidement et de manière importante en Chine, grâce à la tolérance religieuse des Mongols, due en grande partie à la grande tolérance du Khan lui-même et à sa volonté explicite de développer le commerce et les activités intellectuelles. Edward Gibbon, un historien et homme politique britannique du XVIIIe siècle, commente la tolérance religieuse des Mongols dans ses ouvrages et va jusqu'à comparer les « lois religieuses » de Gengis Khan à des idées équivalentes proposées par le philosophe anglais des Lumières John Locke.

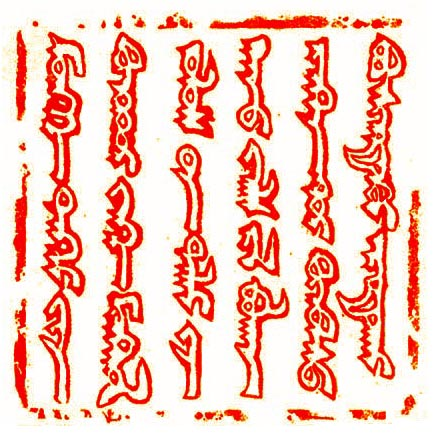
Sceau de Güyük Khan, rédigé en mongol bitchig, tel qu'il est présent sur la lettre que le Khan a envoyée en guise de réponse au pape Innocent IV.

Oghul Qaimish, la veuve du Khagan Güyük, règne sur l'empire Mongol en tant que régente, de 1249 à 1251. En 1250, les diplomates français André de Longjumeau, Guy de Longjumeau et Jean de Carcassonne arrivent à sa cour située le long de la rivière Emil, soit une région qui correspond actuellement à la frontière entre le Kazakhstan et la Chine. Ils sont porteurs de cadeaux et représentent leur souverain, Louis IX, qui souhaite établir une alliance militaire entre son royaume et les Mongols. Pour l'impératrice Qaimish, ces cadeaux sont en fait des tributs. En conséquence, en plus des cadeaux offerts en retour qu'elle confie aux diplomates de Louis IX, elle envoie au monarque français une lettre exigeant sa soumission en tant que vassal.

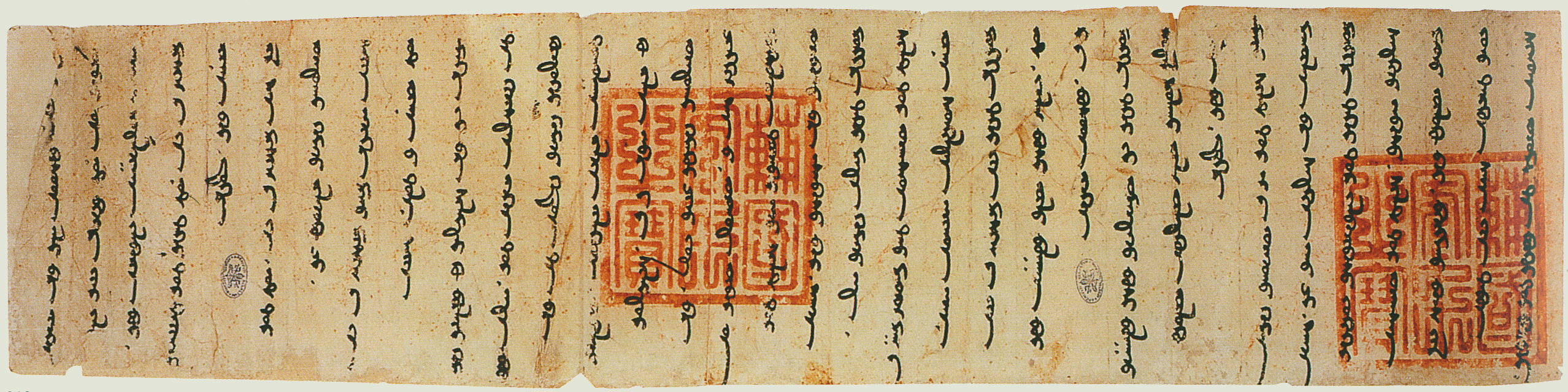
Lettre d'Arghoun, Khan de l'Ilkhanat, au pape Nicolas IV, 1290.

En 1279, c'est le missionnaire franciscain Jean de Montecorvino (Giovanni da Montecorvino), qui est à son tour envoyé en Chine, par le pape Nicolas III,. Montecorvino arrive en Chine à la fin de l'année 1293, où il traduit le Nouveau Testament en langue mongole et convertit 6 000 personnes ; probablement des Alans, des Turcs et des Mongols plutôt que des Chinois. Il est ensuite rejoint par trois évêques, à savoir André de Pérouse, Gérard Albuini et Peregrino de Castello, et ordonné archevêque de Khanbaliq par le pape Clément V en 1307,. À peu près à la même époque, une communauté d'Arméniens s'implante en Chine. Ils sont convertis au catholicisme par Jean de Montecorvino,. Après la mort de Jean de Montecorvino, Giovanni de Marignolli est envoyé à Pékin par le pape pour devenir le nouvel archevêque, poste qu'il occupe de 1342 à 1346, dans le but de maintenir une influence chrétienne dans la région,,. Marignolli, bien qu'il ne soit pas mentionné nommément dans l'Histoire des Yuan, est cité dans ce texte historique comme étant le « Frank » (Fulang) qui a fourni à la cour impériale des Yuan un impressionnant cheval de guerre en guise de tribut.

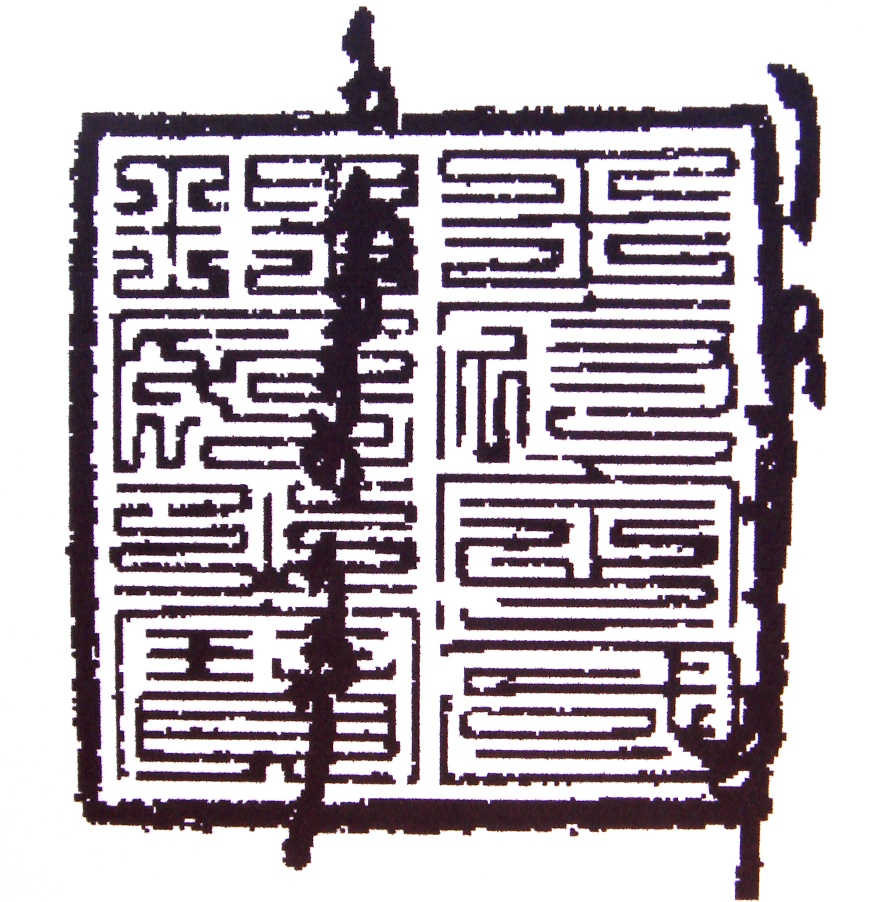
Sceau de Mahmoud Ghazan Khan, Khan de l'Ilkhanat, tel qu'il est présent sur la lettre qu'il envoie en 1302 au pape Boniface VIII. Le texte du sceau est écrit en caractères chinois de style sigillaire.

Le 15 mars 1314, François de Petriolo, Monaldo d'Ancône et Antoine de Milan sont assassinés en Chine. Ce triple meurtre est suivi en 1362 de celui de Jacques, l'évêque de Quanzhou, et successeur d'André, Peregrinus et Gérard.
Le frère franciscain Odoric de Pordenone visite la Chine entre 1304 et 1330, rendant visite aux établissements franciscains de Hangzhou et de Zhangzhou. Une fois rentré en Europe, entre 1329 et 1330, la date exacte est inconnue. Il mentionne les Franciscains de Chine dans l'Itinerarium, le récit de son voyage en Chine qu'il dicte à Guillaume de Solagna,.
Jean de Montecorvino meurt en 1328. Lorsque la nouvelle de son décès arrive à Avignon en 1333, Jean XXII désigne le franciscain Nicolas de Bentra, professeur de théologie à la faculté de Paris, pour lui succéder,. Sans nouvelle de Nicolas, qui a pris la route en 1334, les chrétiens de Khanbaliq envoient, en 1338, une délégation en Occident, avec une lettre du Khagan Togoontomor pour le pape. Benoît XIII leur répond en envoyant quatre légats, qui s'embarquent la même année avec d'autres religieux. Le principal légat, Jean de Marignol est reçu avec beaucoup d'honneurs en 1341 à Khanbaliq,.
En 1370, après l'éviction des Mongols de Chine et l'établissement de la dynastie chinoise des Ming, le pape envoie une nouvelle mission en Chine, comprenant le théologien parisien Guillaume du Pré, qui est nommé nouvel archevêque, et 50 franciscains. Cependant, cette mission n'atteint jamais son but, ses membres ayant probablement été éliminés par l'empereur Hongwu. Ce dernier envoie une lettre diplomatique à destination de l'Empire byzantin, par l'intermédiaire d'un Européen vivant en Chine nommé Nieh-ku-lun, afin d'informer l'empereur de l'établissement de la nouvelle dynastie Ming. Lorsque Hongwu envoie sa missive, c'est l'empereur Jean V Paléologue qui règne sur ce qu'il reste de l'empire byzantin. Ce message est envoyé au souverain byzantin en septembre 1371, lorsque Hongwu rencontre ce marchand nommé Nieh-ku-lun (捏古倫) qui dit être originaire de Fu lin (Byzance),. En 1888, le sinologue russe-allemand Emil Bretschneider émet l’hypothèse que ce Nieh-ku-lun est en réalité l'évêque de Khanbaliq, Nicolaus de Bentra, ; hypothèse reprise en 2009 par Edward N. Luttwak.
Le frère Guillaume de Parto, Cosmas et Jean de Marignolli font partie des clercs catholiques actifs en Chine. Dans son ouvrage posthume Oriens christianus in quatuor patriarchatus digestus, in quo exhibentur Ecclesiae patriarchae caeterique praesules totius Orientis, l'historien et théologien français Michel Le Quien (1661-1733) liste les noms des divers évêques et archevêques de Khanbaliq,.

## Prisonniers
Lors de ses voyages, qui ont lieu entre 1253 et 1255, le frère franciscain Guillaume de Rubrouck, signale la présence de nombreux Européens en Asie centrale. Il décrit des prisonniers allemands réduits en esclavage et forcés à extraire de l'or et à fabriquer des armes en fer dans la ville mongole de Bolat, près de Talas, au Kirghizistan,. À Karakorum, la capitale mongole, il rencontre un Parisien nommé Guillaume de Buchier et une femme originaire de la ville de Metz nommée Pâquette. Tous deux ont été capturés en Hongrie, pendant l’invasion mongole de l'Europe. Il mentionne également des prisonniers Hongrois et Russes. On sait également que 30 000 Alains, un groupe de tribus sarmates, sont regroupés dans une unité nommée « Garde Alain de la Droite », qui se bat aux côtés des soldats « ralliés de fraiche date », de certaines unités mongoles et des soldats chinois. Ils servent également de garde rapprochée du Khagan à la cour mongole, à Khanbaliq.

## Diffusion de la poudre à canon chinoise
En 1257, Guillaume de Rubrouck, un missionnaire flamand revient en Europe, après un séjour à la cour mongole du Khagan Mongke, à Karakorum. Il est un ami du philosophe et penseur scientifique anglais Roger Bacon, ce dernier étant celui qui, en 1267, a consigné la plus ancienne formule européenne connue de poudre à canon dans son Opus majus,. Cet Opus parait plus de deux siècles après la première description chinoise connue de la formule de la poudre à canon, qui date de 1044, pendant la dynastie Song,. La première utilisation connue et documentée d'armes à feu chinoises primitives, a lieu lors d'un siège en 1132, pendant les guerres Jin-Song,, ; tandis que la plus ancienne arme à feu en bronze qui nous soit parvenue date de 1288, pendant la dynastie Yuan,. Un emaki peint peu de temps après l'échec des invasions mongoles du Japon (1274-1281), représente des bombes explosives utilisées par les troupes mongoles des Yuan contre les samouraïs. La plus ancienne représentation artistique d'une arme à feu est réalisée en Europe, en 1326, par Walter de Milemete. En 1350, Pétrarque écrit que les canons sont alors très communs sur les champs de bataille européens.

## Missions diplomatiques en Europe

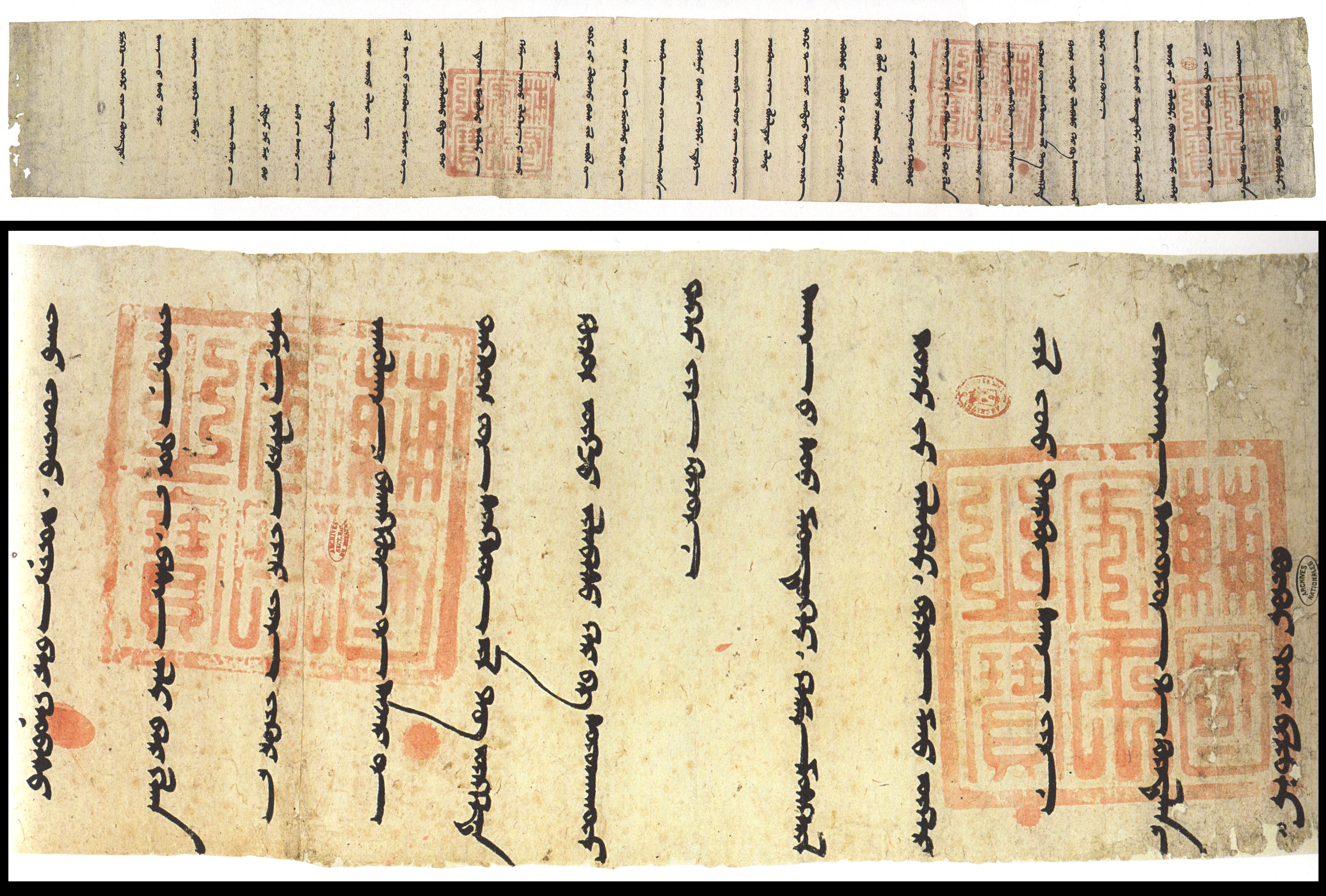
Extrait de la lettre de l'Ilkhan Arghoun au roi de France Philippe IV le Bel, rédigée en Mongol bitchig et datée de 1289, dans laquelle est mentionné Rabban Bar Sauma. Le sceau est celui du Grand Khan, rédigé en Caractères chinois : « 辅国安民之宝 », ce qui signifie sceau du défenseur de l'État et du pourvoyeur de paix au peuple. Archives nationales.

Rabban Bar Sauma, un moine Nestorien Ouïgour né en Chine,,, est envoyé en Europe en 1287 en tant qu'ambassadeur par Arghoun, quatrième souverain de l'Ilkhanat et petit-neveu de Kubilai Khan. Il ne s'agit pas de la première mission diplomatique envoyée par ce souverain en direction de l'Europe ; car en 1285, il dépêche Isa Kelemechi, un chrétien nestorien assyrien qui avait travaillé comme astronome à la cour de Kublai Khan,, auprès du pape Honorius IV,.
Vers 1278, Bar Sauma entame un pèlerinage à Jérusalem, en passant par le Gansu et Khotan, dans le nord-ouest de la Chine. Par la suite, il préfère passer par l'Arménie et Bagdad, pour éviter d'être pris dans les conflits armés qui font rage dans la région. Il est accompagné dans son périple par Rabban Markos, un autre chrétien nestorien ouïgour originaire de Chine. Lorsque ce dernier est élu catholicos de l'Église de l'Orient, il conseille à Arghoun de confier à Bar Sauma la direction de la mission diplomatique qu'il veut envoyer en Europe,.
Bar Sauma, qui parle le chinois, le persan et le vieil ouïghour, voyage avec une cohorte d'Italiens qui servent de traducteurs, les Européens communiquant avec lui en Persan. Il est la première personne originaire de Chine dont on est sûr qu'elle ait atteint l'Europe. Il y rencontre l'empereur byzantin Andronic II Paléologue, le roi de France Philippe IV le Bel, le roi d'Angleterre Edouard Ier et le pape Nicolas IV, car il arrive à la cour du pape peu après la mort du pape Honorius IV. Le but de cette tournée diplomatique est de former une alliance contre le Sultanat mamelouk d'Égypte,,. Edward N. Luttwak décrit l'arrivée des envoyés nestoriens à la cour d'Andronic II comme une sorte de « réception du courrier de sa belle-famille de Pékin », puisque Kubilai Khan est un petit-fils de Gengis Khan et que deux demi-sœurs d'Adronic sont mariées à des arrière-petits-fils de Gengis. Plus à l'ouest, Bar Sauma assiste en juin 1287 à une bataille navale dans la baie de Naples, en Italie, entre les Angevins et le royaume d'Aragon, alors qu'il était hébergé par Charles Martel de Hongrie, dont le père, Charles II d'Anjou, est alors emprisonné en Aragon. Outre son désir de voir des sites, des églises et des reliques chrétiens, Bar Sauma manifeste également un vif intérêt pour la vie universitaire et les programmes d'études de Paris. Pour Morris Rossabi, cet attrait s'explique par l'exotisme que cela représente pour Bar Sauma, par rapport à son point de vue et à sa formation en Perse musulmane et en Chine confucéenne. Bien qu'il réussisse à obtenir des audiences avec ces chefs de la chrétienté et que ces derniers échangent des lettres avec Arghoun, aucun de ces monarques chrétiens ne s'engage réellement dans une alliance avec l'Ilkhan.

## Reprise des contacts sous la dynastie Ming

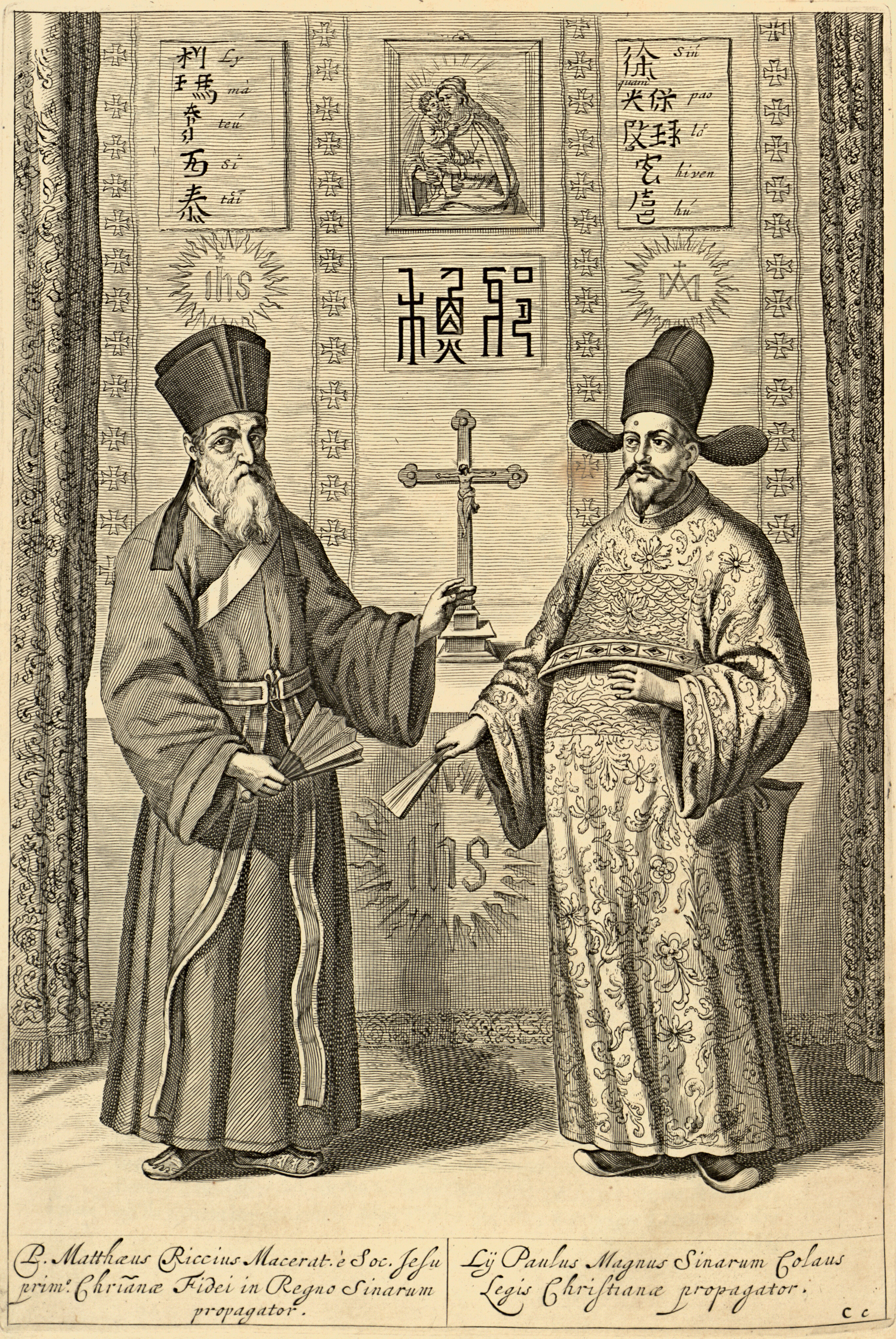
Le jésuite italien Matteo Ricci (à gauche) et son ami le mathématicien chinois Xu Guangqi (à droite) ont publié l'édition chinoise des Éléments d'Euclide (幾何原本) en 1607.

En 1368, la dynastie Yuan, dirigée par les Mongols, s'effondre après une série de révoltes internes, la révolte des Turbans rouges, dont le chef, un chinois d'ethnie Han devient l'empereur Hongwu, le fondateur de la dynastie Ming. La chute des Yuan entraine la fin des contacts avec l'occident et il faut attendre le XVIe siècle pour assister à une reprise officielle du commerce et des contacts directs avec les Européens. Cette reprise est initiée par les Portugais durant la période des grandes découvertes. Le premier explorateur portugais à débarquer dans le sud de la Chine est Jorge Álvares, qui arrive en mai 1513 sur l'île de Lintin, dans le delta de la rivière des Perles, pour commercer. Il est suivi par Rafael Perestrello, un cousin de l'épouse de Christophe Colomb, qui débarque à Guangzhou en 1516 après être parti de Malacca, nouvellement conquise par les Portugais. Bien que la mission de Fernão Pires de Andrade en 1517 se solde par un désastre et son emprisonnement par les autorités Ming, les relations entre le Portugal et la Chine vont s'appaiser grâce à Leonel de Sousa, le premier gouverneur de la colonie portugaise de Macao, en Chine, signataire du traité luso-chinois de 1554. Par la suite, les écrits de Gaspard de Santa-Cruz, Juan González de Mendoza et Antonio de Morga influencent la vision et la compréhension que les occidentaux ont de la Chine à cette époque, en fournissant des détails complexes sur sa société et ses articles commerciaux,.
Le missionnaire jésuite italien Matteo Ricci est le premier Européen invité dans la Cité interdite de l'ère Ming à Pékin, pendant le règne de l'empereur Ming Shenzong. C'est là qu'il publie en 1602 sa carte du monde en chinois, qui fait connaître l'existence du continent américain aux géographes chinois. Arrivé à Macao en 1582, il commence à apprendre la langue chinoise et à s'informer sur la culture Chinoise ; mais il ignore les événements qui s'y sont déroulés depuis la fin des missions franciscaines au milieu du XIVe siècle et l'instauration de la dynastie Ming. Depuis cette époque, le monde islamique constitue pour l'Occident un obstacle à l'accès à l'Asie orientale et, à l'exception des grands voyages de l'amiral Zheng He au XVe siècle, la dynastie Ming a largement poursuivi une politique d'isolationnisme qui l'empêche de rechercher des contacts diplomatiques lointains,.

## Voir également
- Arcade Huang, voyageur Chinois du XVIIIe siècle ayant visité l'Europe
- Cathay, nom donné à la Chine par les européens durant une partie du Moyen Âge
- Louis Fan, voyageur Chinois du XVIIIe siècle ayant visité l'Europe
- Le vase de Fonthill (en), premier objet en porcelaine chinoise à atteindre l'Europe
- Relations étrangères de la Chine impériale
- Giuseppe Castiglione, prêtre jésuite du XVIIIe siècle et peintre de la cour en Chine
- Hasekura Tsunenaga, voyageur japonais du XVIIe siècle ayant visité l'Europe
- Johann Adam Schall von Bell, prêtre jésuite du XVIIe siècle en Chine
- Shen Fuzong, voyageur Chinois du XVIIe siècle ayant visité l'Europe. Premier chinois connu ayant visité la France et la Grande-Bretagne
- Nicolò de' Conti, explorateur et marchand européen qui a voyagé en Inde, en Asie du Sud-Est et peut-être en Chine au XVe siècle.
- Nicolas Trigault, prêtre jésuite et missionnaire en Chine du XVIIe siècle
- Orientalisme prémoderne en France
- Wang Dayuan, explorateur Chinois du XIVe siècle ayant voyagé en Afrique du Nord